# Spilosoma nigrifrons
Spilosoma nigrifrons är en fjärilsart som beskrevs av Walker 1865. Spilosoma nigrifrons ingår i släktet Spilosoma och familjen björnspinnare. Inga underarter finns listade i Catalogue of Life.